# Chiesa Bulgara di Santo Stefano
La Chiesa Bulgara di Santo Stefano (in bulgaro Църква "Свети Стефан"?, in turco Sveti Stefan Kilisesi), conosciuta anche come la Chiesa di ferro Bulgara, è una Chiesa ortodossa bulgara nel quartiere di Balat, ad Istanbul. È famosa per essere fatta di elementi prefabbricati in ghisa in stile neo-bizantino. La chiesa appartiene alla minoranza bulgara della città.

## Storia

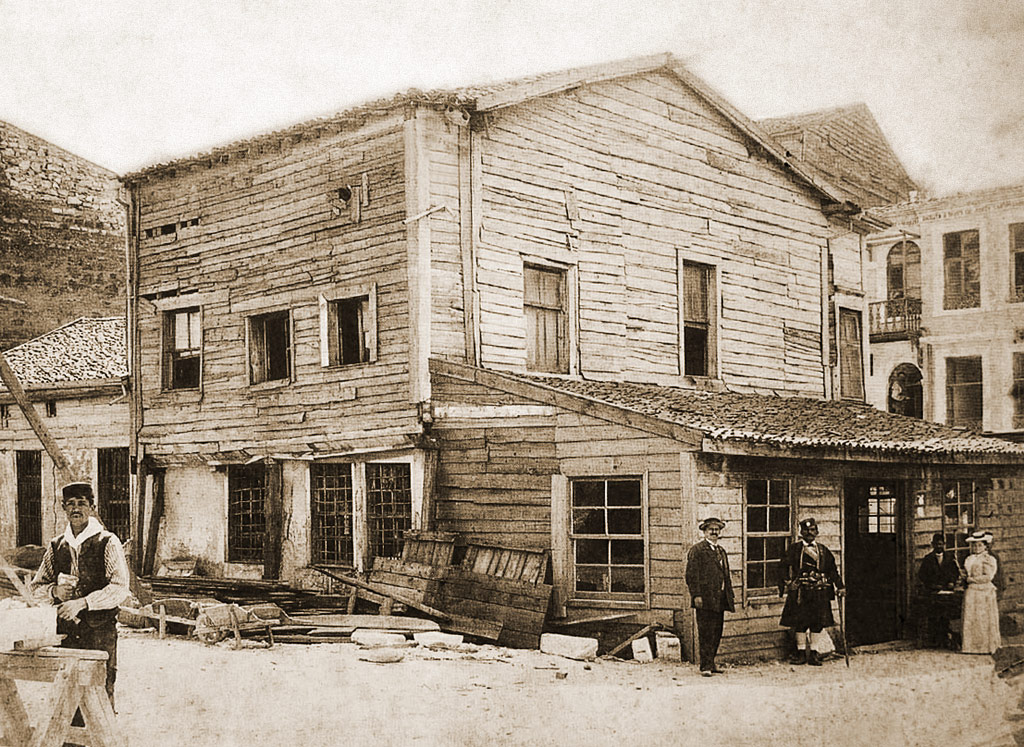
La chiesa originale in legno

I bulgari dell'Impero ottomano erano soliti pregare nelle chiese del Patriarcato ortodosso di Fener in quanto facevano parte del Rūm millet, la comunità dei cristiani ortodossi dell'Impero, ma il movimento nazionalista bulgaro del XIX secolo sostenne la creazione di un'organizzazione ecclesiastica bulgara separata per i cristiani ortodossi bulgari in quanto consideravano il Patriarcato del Phanar un'istituzione prevalentemente greca. Questi sforzi culminarono nel riconoscimento dell'Esarcato bulgaro attraverso un firmano emesso dal sultano dell'Impero Ottomano Abdülaziz nel 1870.
La chiesa, riccamente ornata, è una basilica a croce a tre cupole. L'altare si affaccia sul Corno d'Oro e ha un campanile alto 40 m, le cui sei campane sono state fuse a Yaroslavl, si erge sopra il nartece. Inizialmente, una piccola chiesa di legno fu eretta sulla riva del Corno d'Oro tra le piazze Balat e Fener (vicino al distretto di Eyüp), dove si trova la chiesa attuale. Una casa fu donata dallo statista Stefan Bogoridi, e fu riorganizzata come una chiesa di legno. Fu inaugurata il 9 ottobre 1849 e divenne un sito importante del Risorgimento bulgaro. Il decreto reale ottomano del 28 febbraio 1870 che istituisce l'Esarcato bulgaro fu letto per la prima volta nella chiesa.
Dopo che la struttura originale in legno subì un incendio, al suo posto fu costruito il più grande edificio attuale. Un telaio di ferro fu preferito all'armatura di cemento a causa delle deboli condizioni del terreno. I piani di costruzione furono preparati dall'architetto armeno ottomano di Istanbul Hovsep Aznavur.
Un concorso internazionale è stato condotto per produrre le parti prefabbricate in ghisa della chiesa, vinto da una società austriaca, R. Ph. Waagner. Gli elementi prefabbricati, del peso di 500 tonnellate, furono prodotti a Vienna dal 1893 al 1896 e trasportati a Istanbul per nave attraverso il Danubio e il Mar Nero.

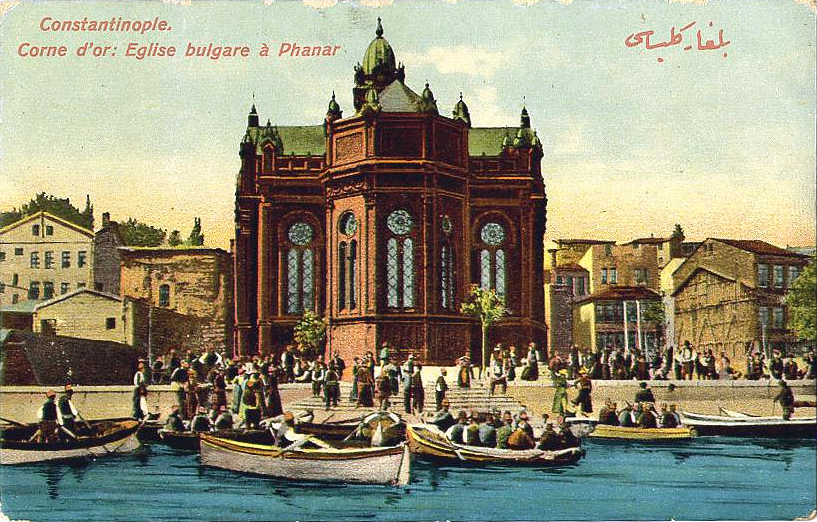
Una cartolina dell'inizio del 20º secolo raffigurante la chiesa bulgara di Santo Stefano

Dopo un anno e mezzo, la chiesa fu completata nel 1898 e inaugurata dall'Esarca Giuseppe l'8 settembre dello stesso anno. La struttura principale della chiesa era fatta di acciaio e coperto da lastre di metallo. Tutti i pezzi erano tenuti insieme con dadi, bulloni, rivetti o saldati. In termini architettonici, la chiesa combina influenze neo-bizantine e neo-barocche.
Santo Stefano era il prodotto della sperimentazione del XIX secolo con le chiese di ferro prefabbricate. Gli inglesi, che inventarono la lamiera grecata nel 1829, fabbricarono chiese di ferro portatili da inviare in colonie lontane come l'Australia. Il creatore della Torre Eiffel, l'ingegnere francese Gustave Eiffel, progettò chiese di ferro che furono inviate fino alle Filippine e al Perù. Ora, Santo Stefano è una delle poche chiese prefabbricate in ghisa sopravvissute al mondo.
Il 27 dicembre 2010, giorno della festa di Santo Stefano, nella chiesa si è tenuta una messa celebrativa in onore del suo santo patrono. Erano presenti il metropolita di Vratsa Kalinik, il vescovo Naum, il segretario capo del Santo Sinodo bulgaro e i rappresentanti della Fondazione "Chiesa di Santo Stefano". In onore della celebrazione, la cupola della chiesa è stata placcata in oro utilizzando i fondi donati dai bulgari di Plovdiv.
L'edificio della chiesa ha subito una ristrutturazione, iniziata sotto la cooperazione bulgaro-turca nel 2011 e costata più di 15 milioni di lire turche. L'8 gennaio 2018, il presidente turco Recep Tayyip Erdoğan e il primo ministro bulgaro Bojko Borisov erano presenti all'inaugurazione della rinnovata chiesa ortodossa di Santo Stefano a Istanbul, in occasione del suo 120º anniversario.

## Galleria d'immagini

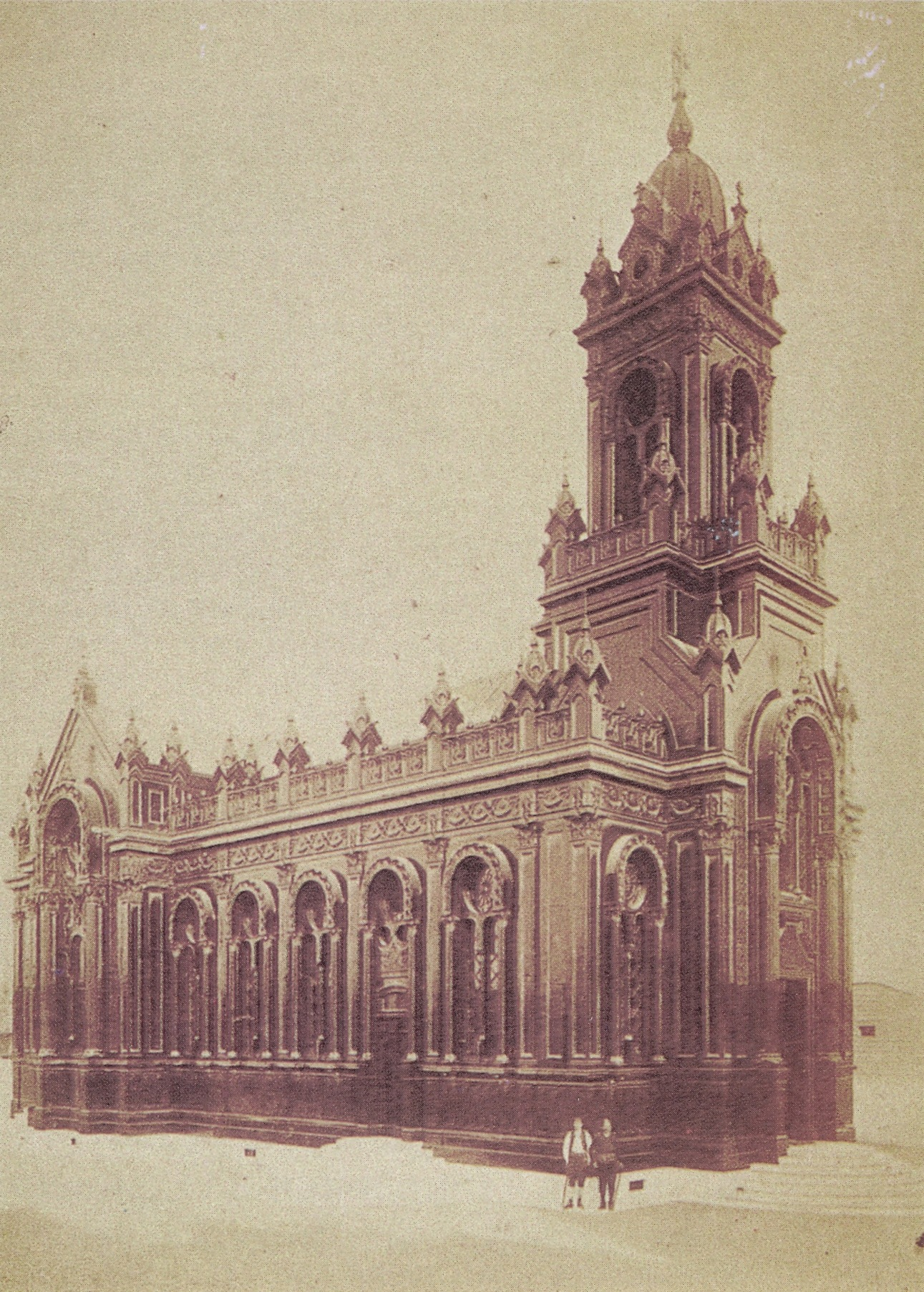
La chiesa nel 1898
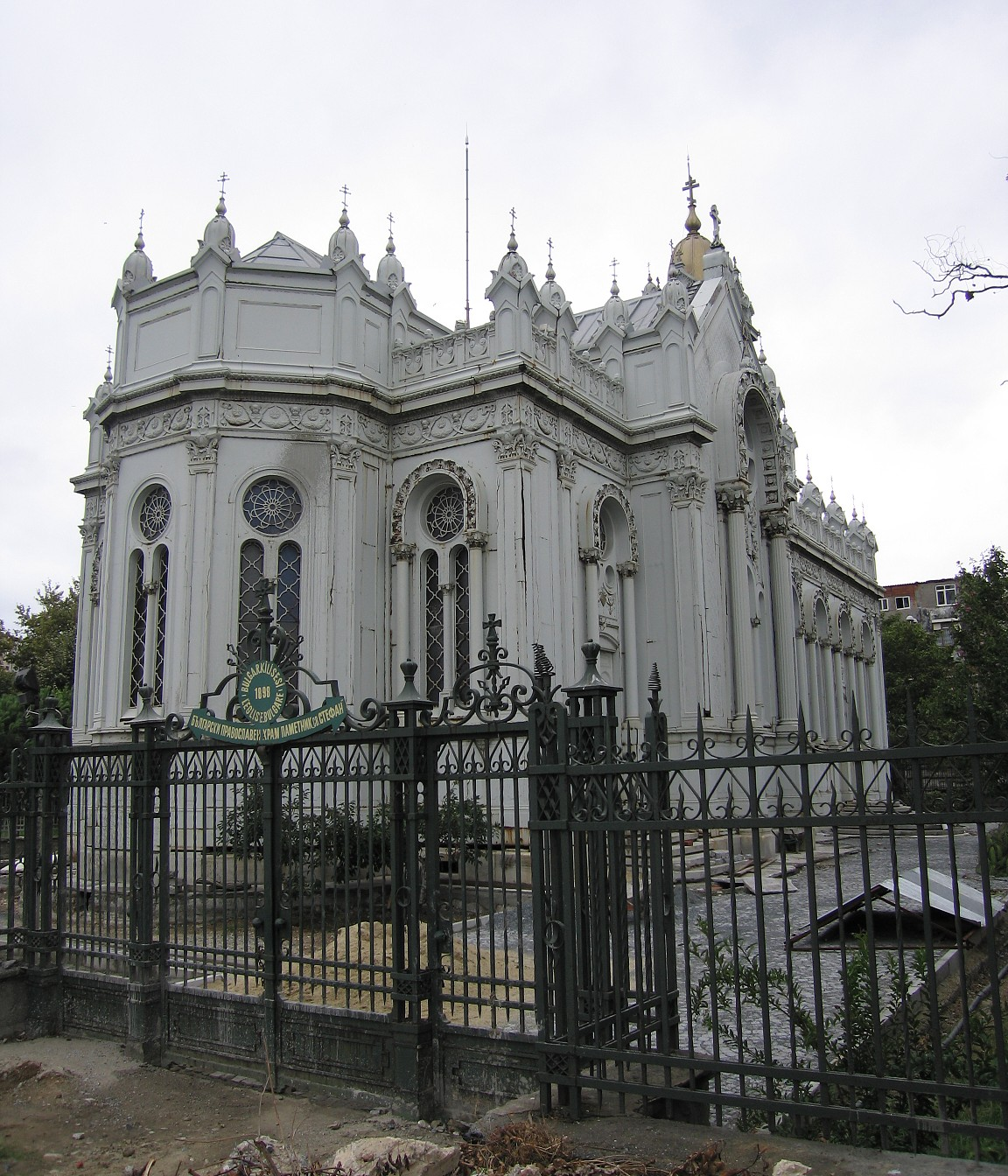
Vista dal Corno d'oro
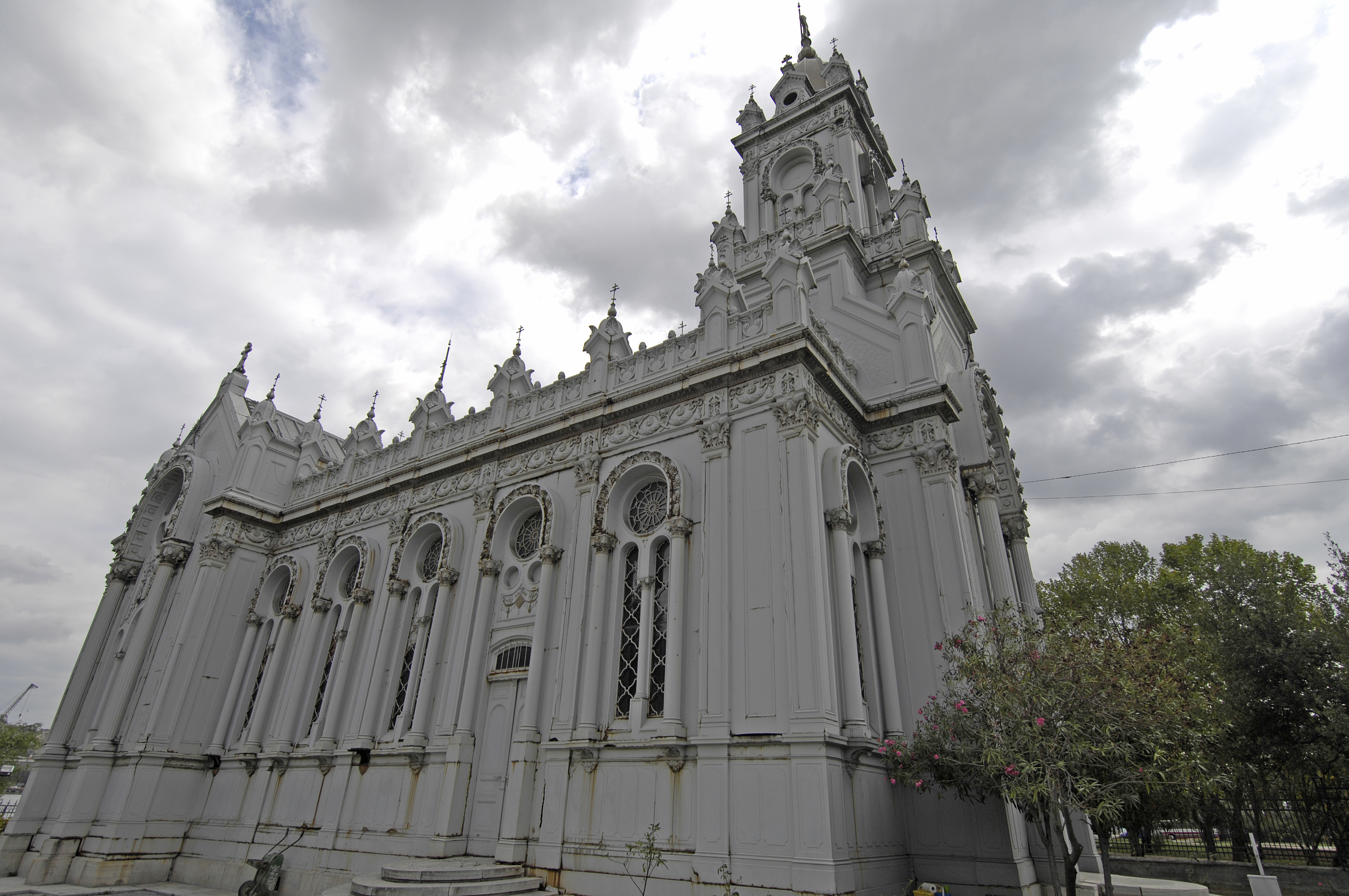
Esterno
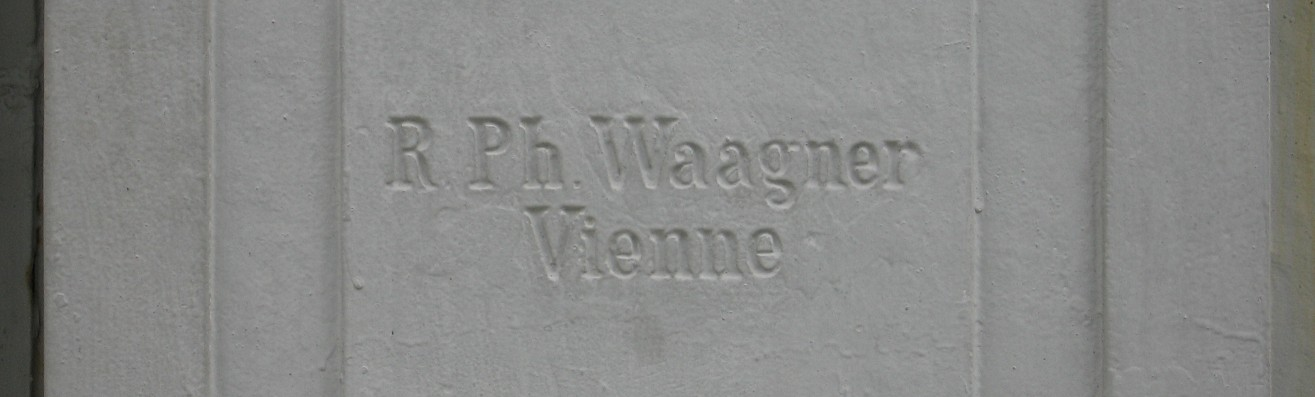
Rudolph Philipp Waagner, Vienna, produttore degli elementi di ghisa
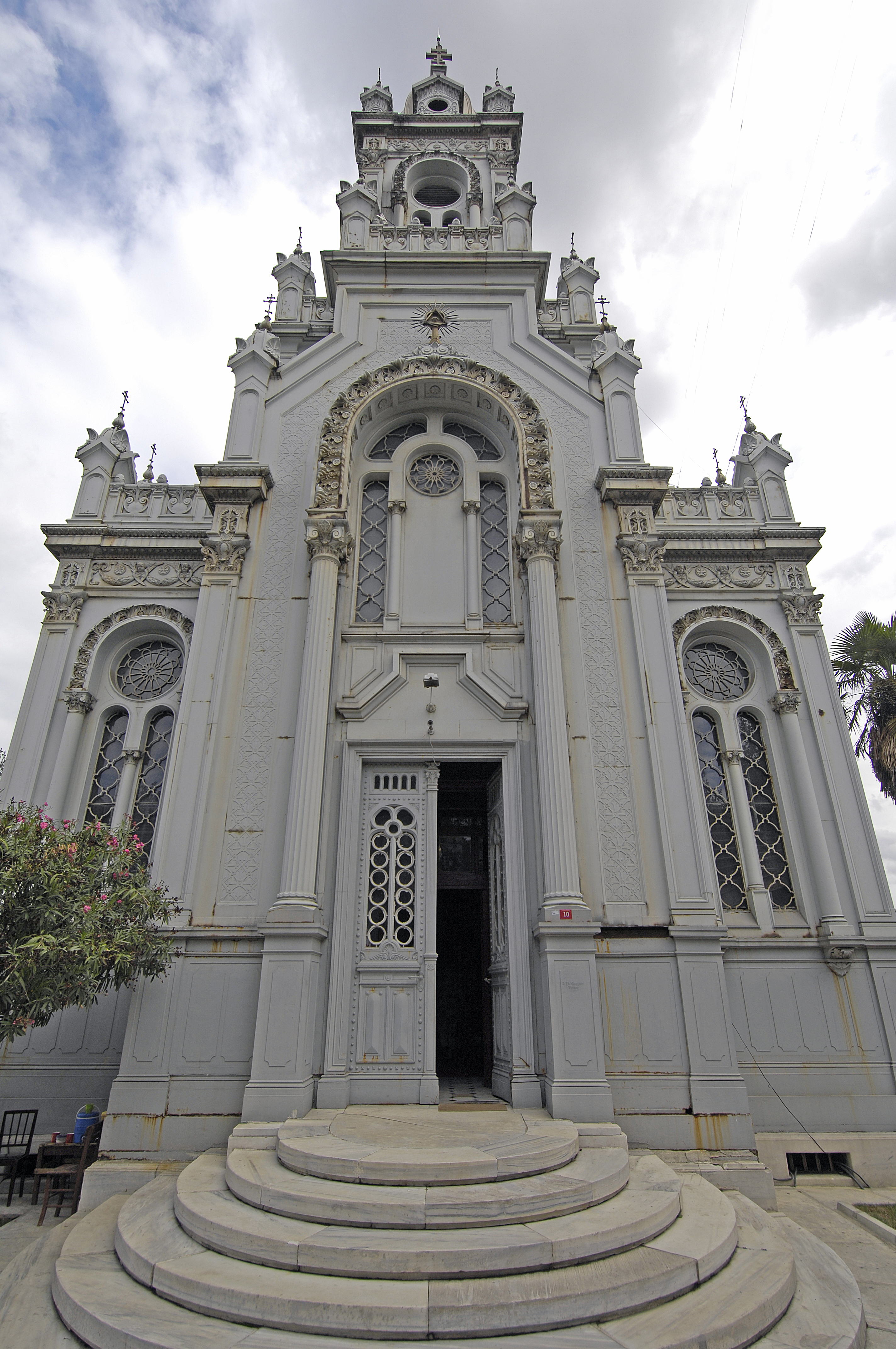
Vista frontale
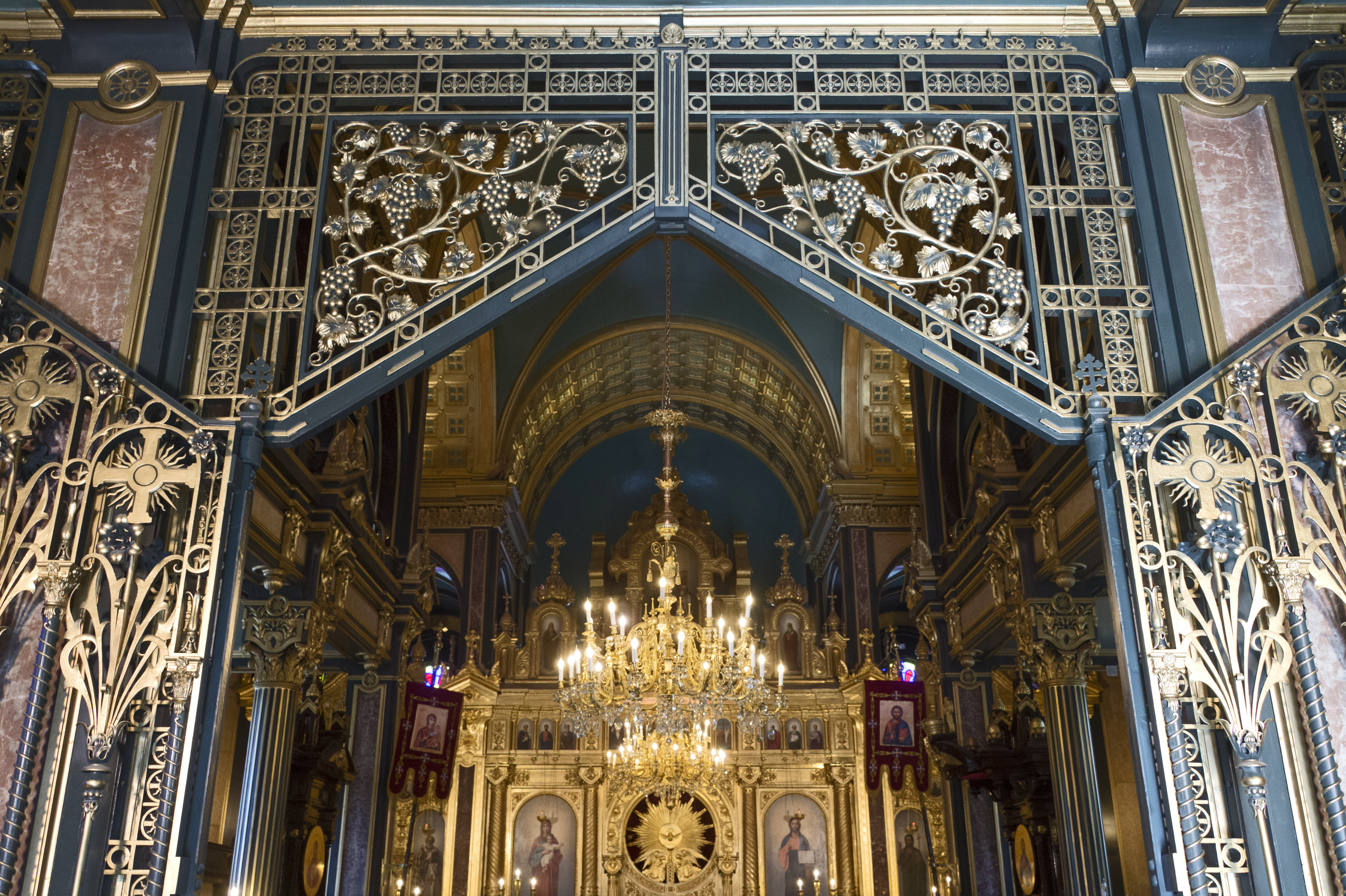
Iconostasi vista attraverso la porta
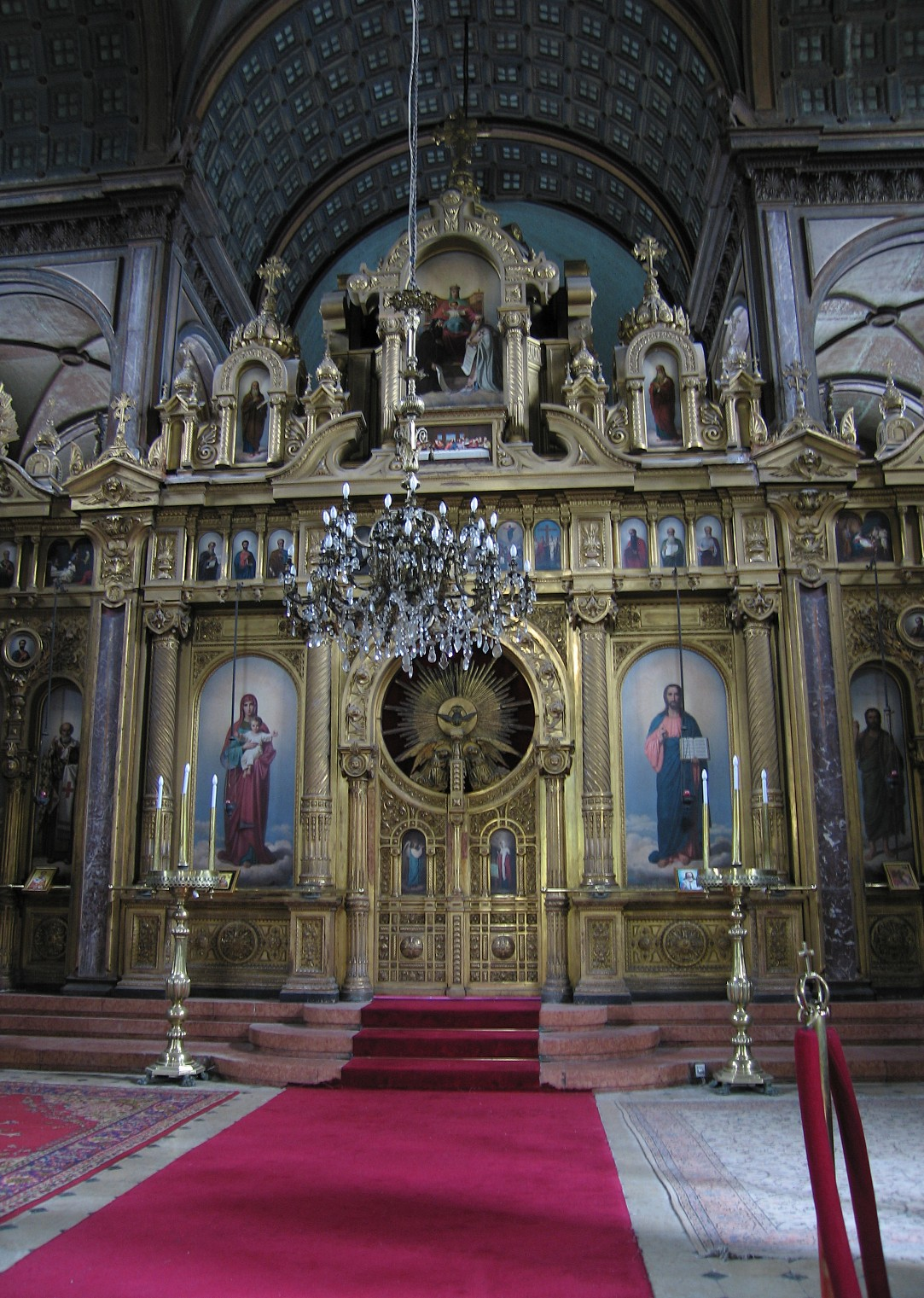
Iconostasi
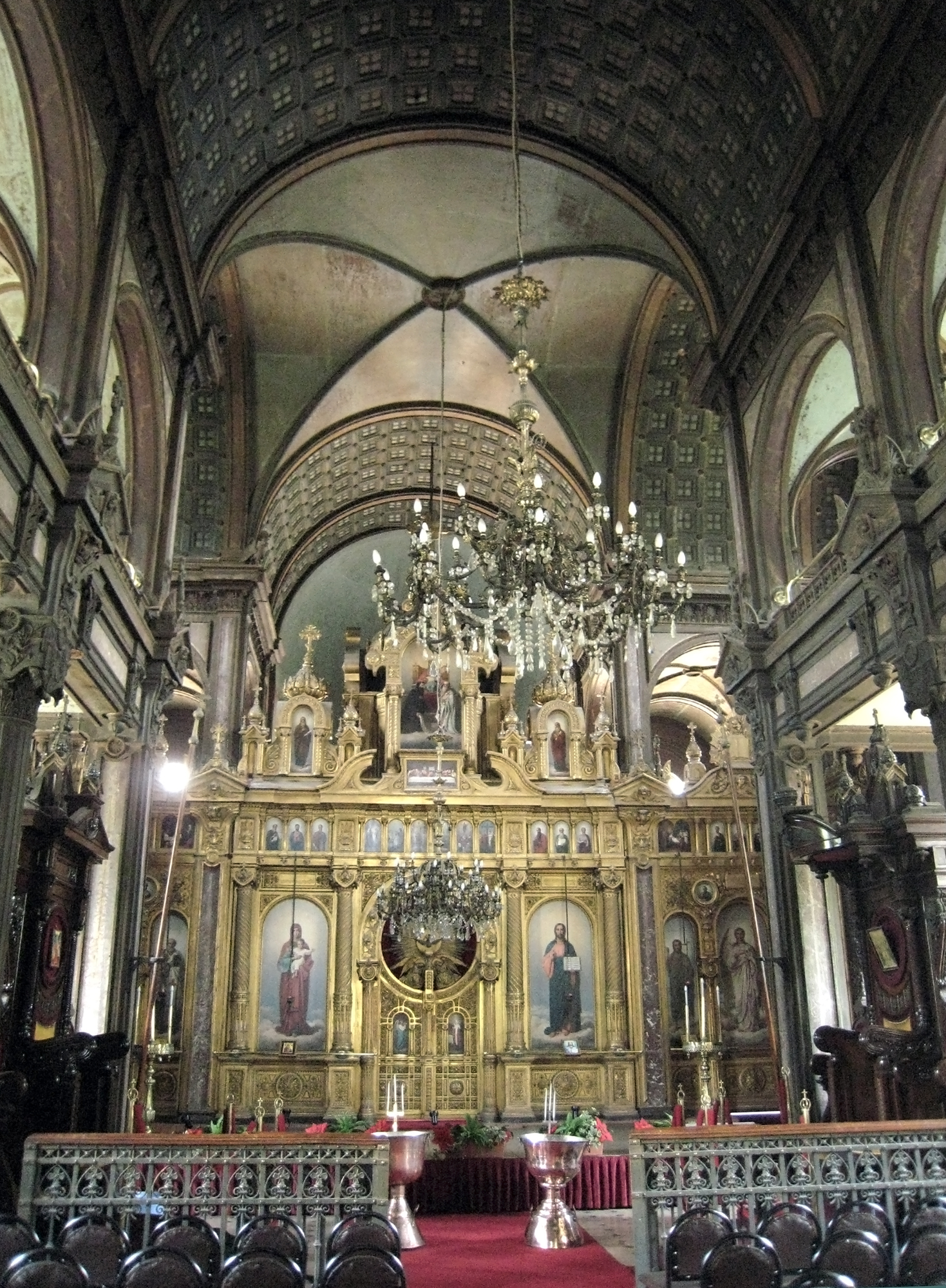
Interior of St. Stephen Church
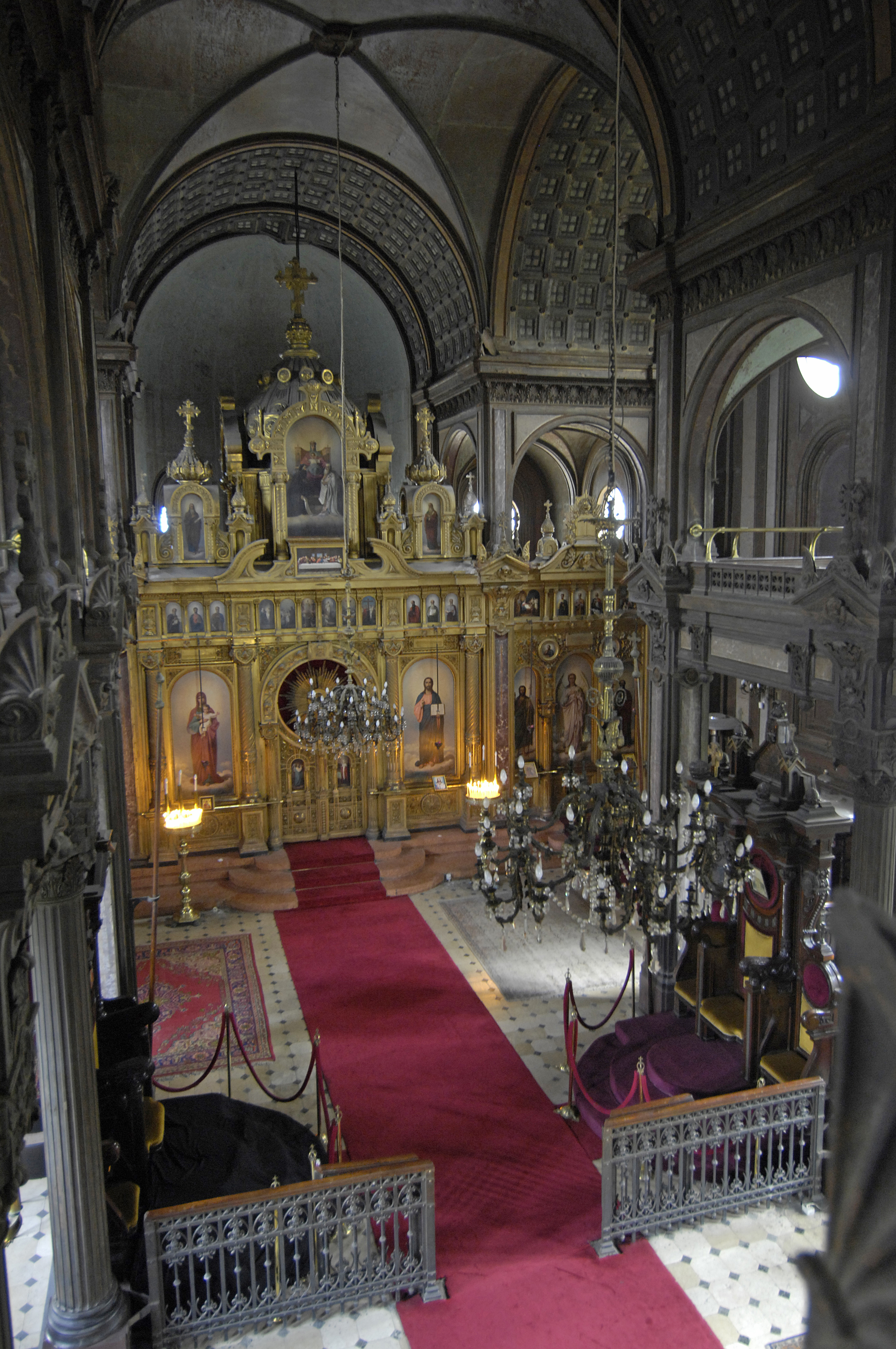
Vista dal matroneo
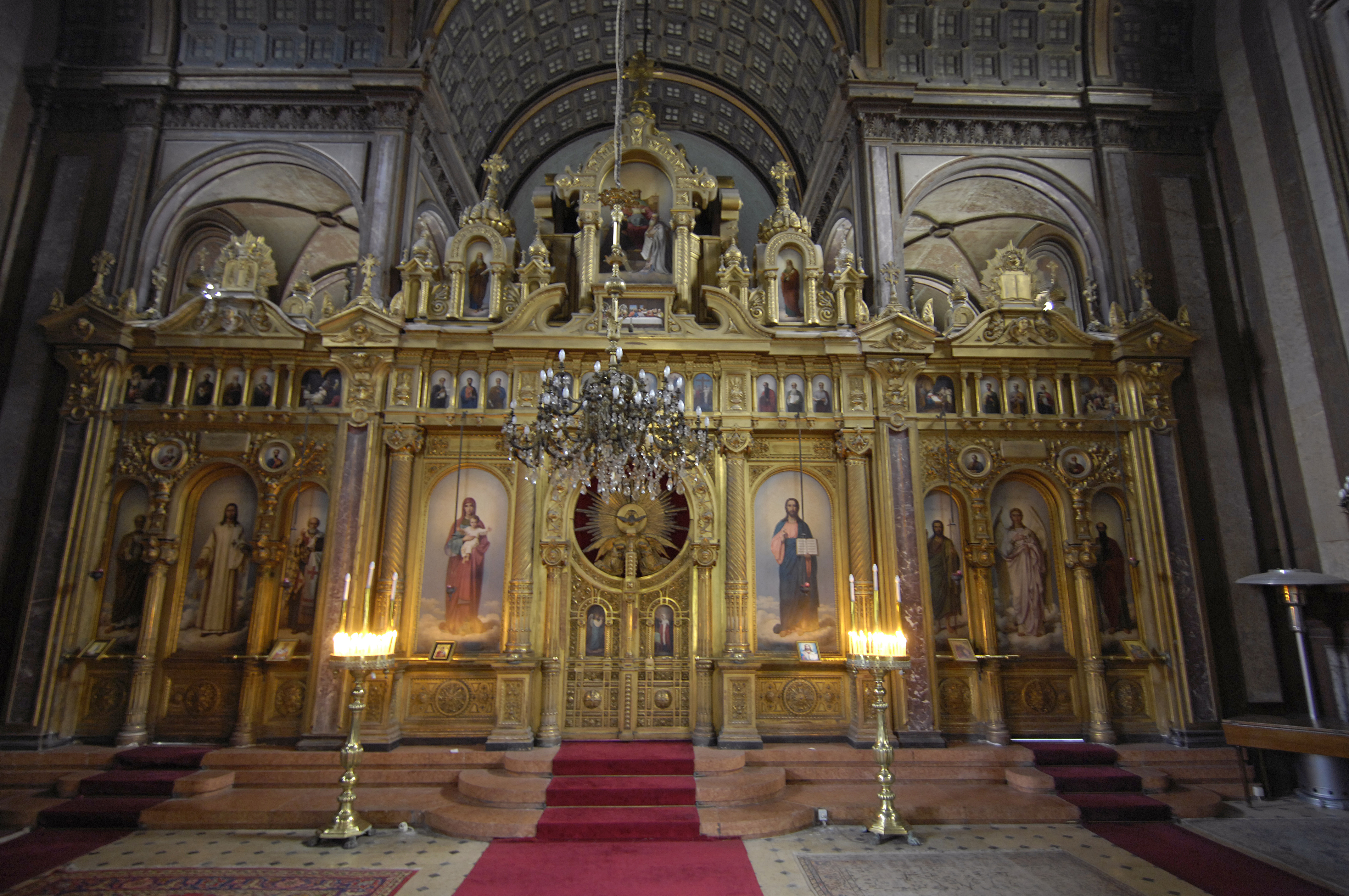
Iconostasi
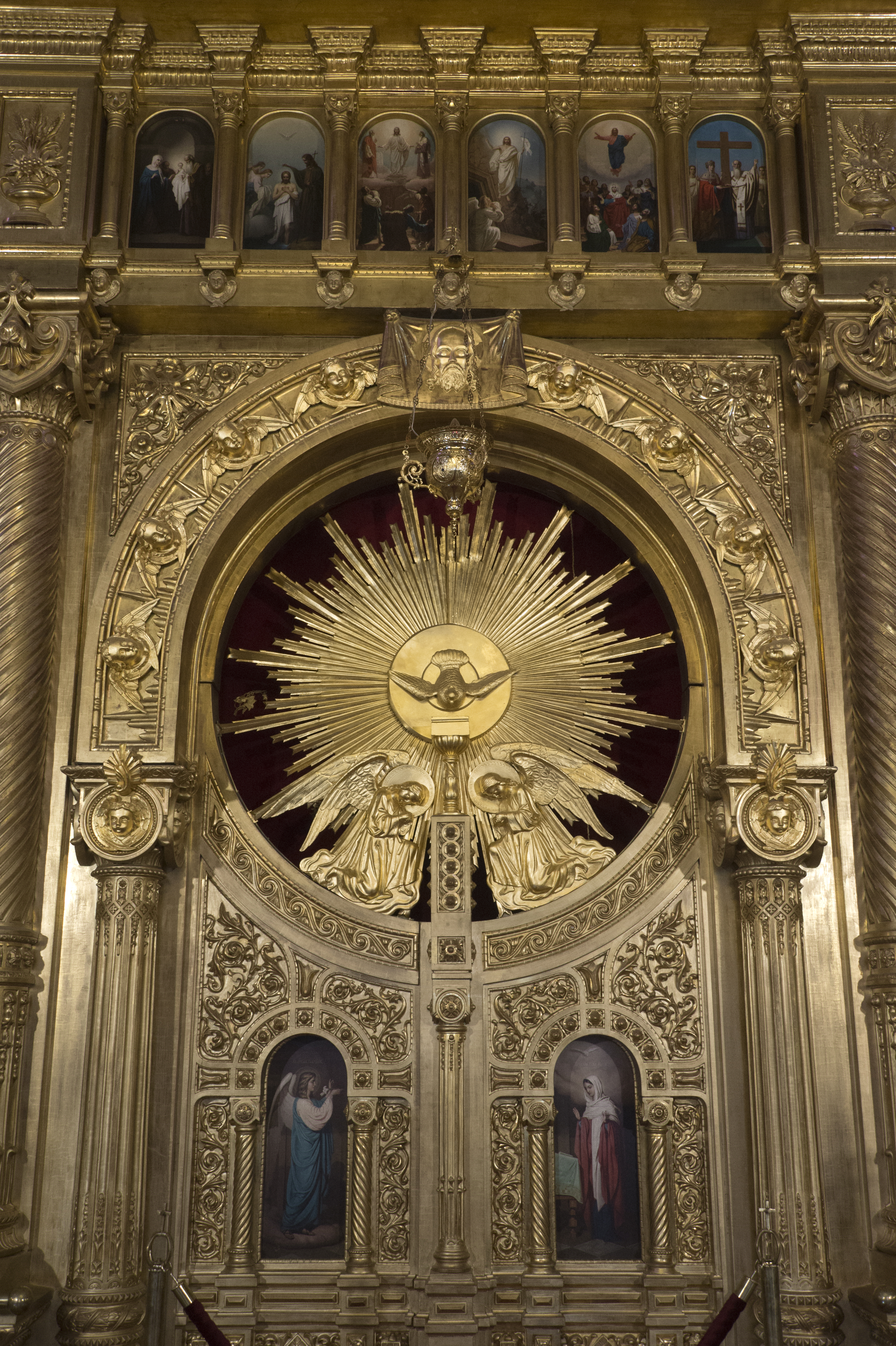
Iconostasi (dettaglio)
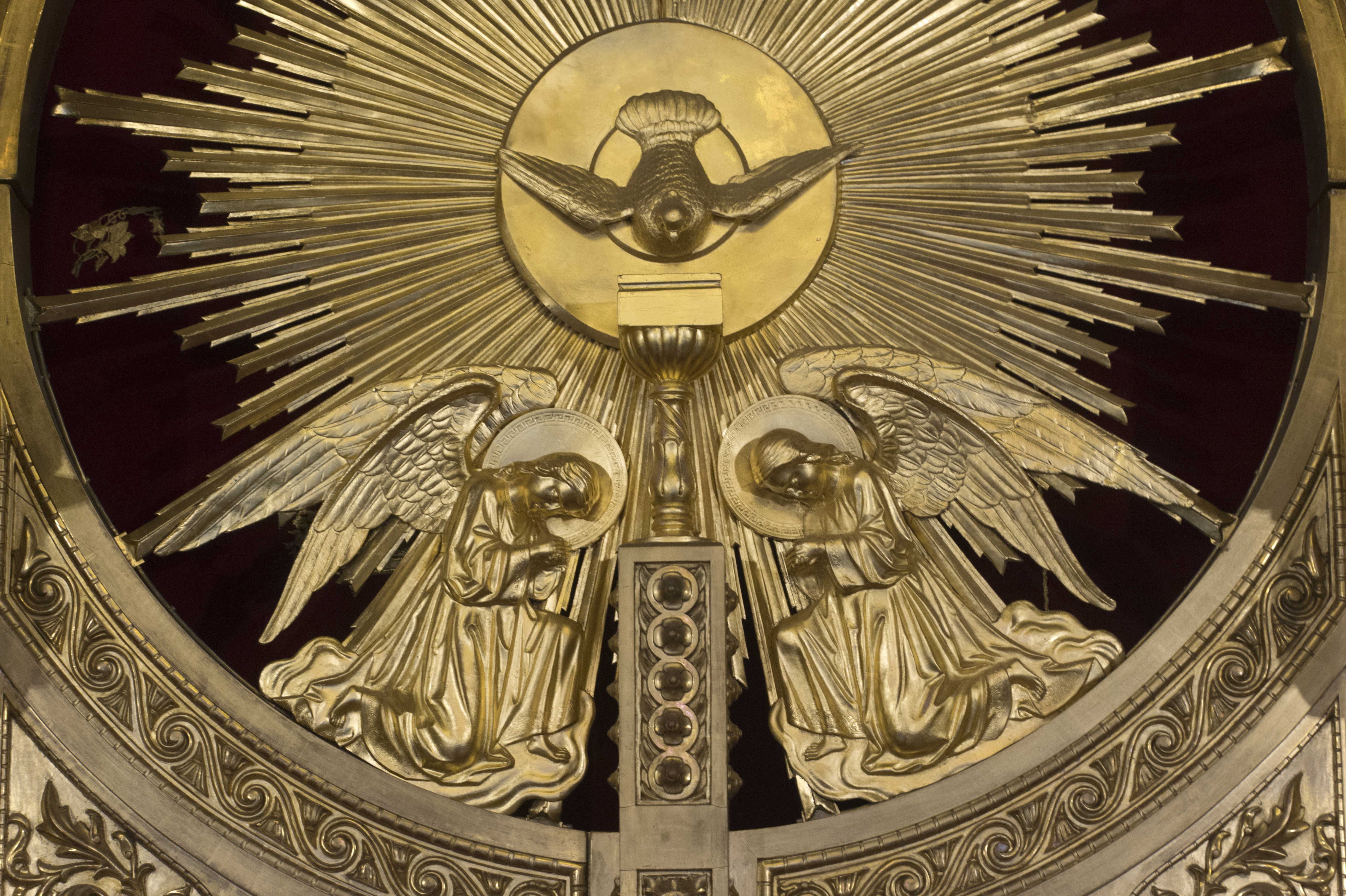
Iconostasi (dettaglio)
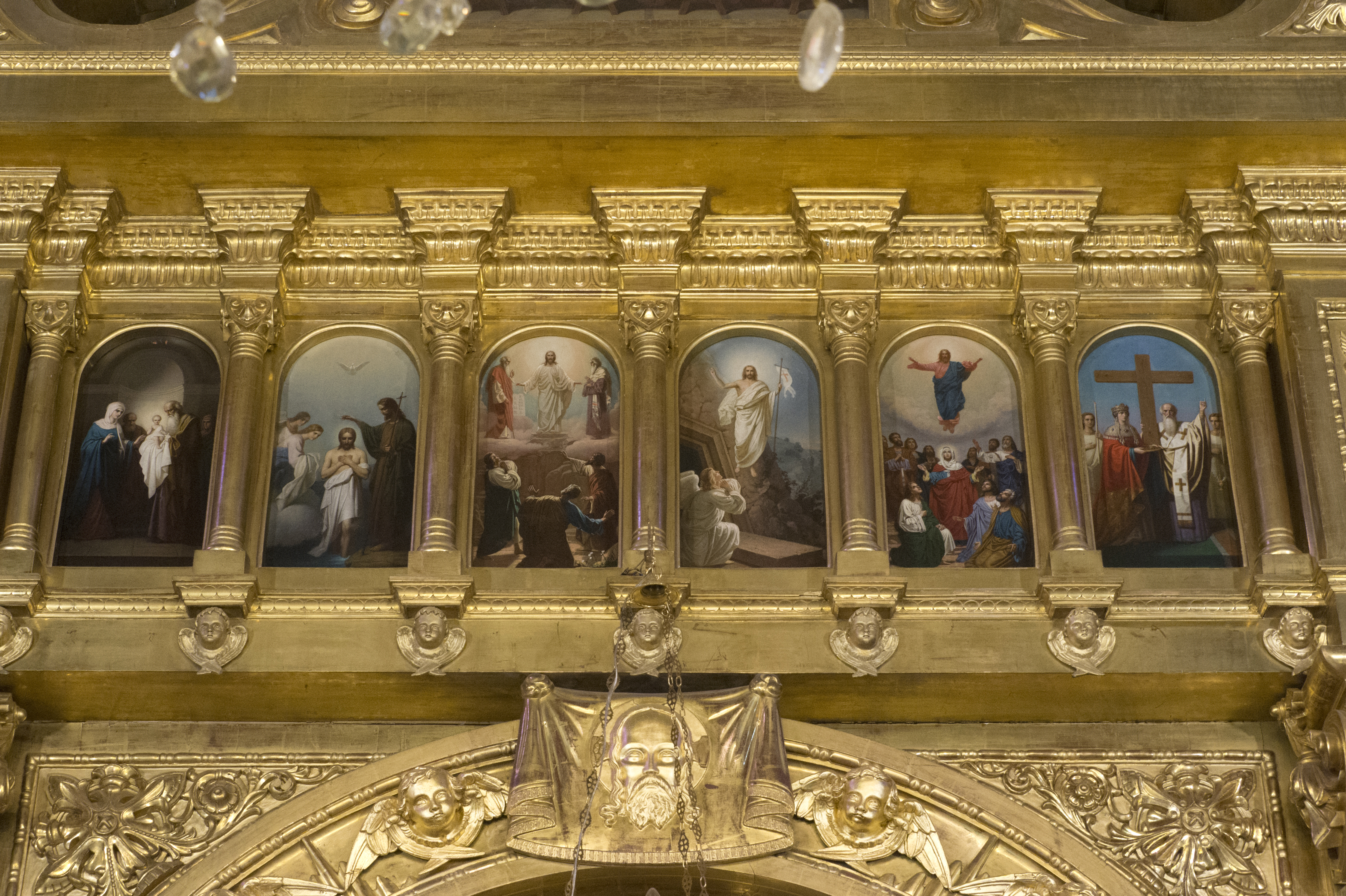
Iconostasi (dettaglio)
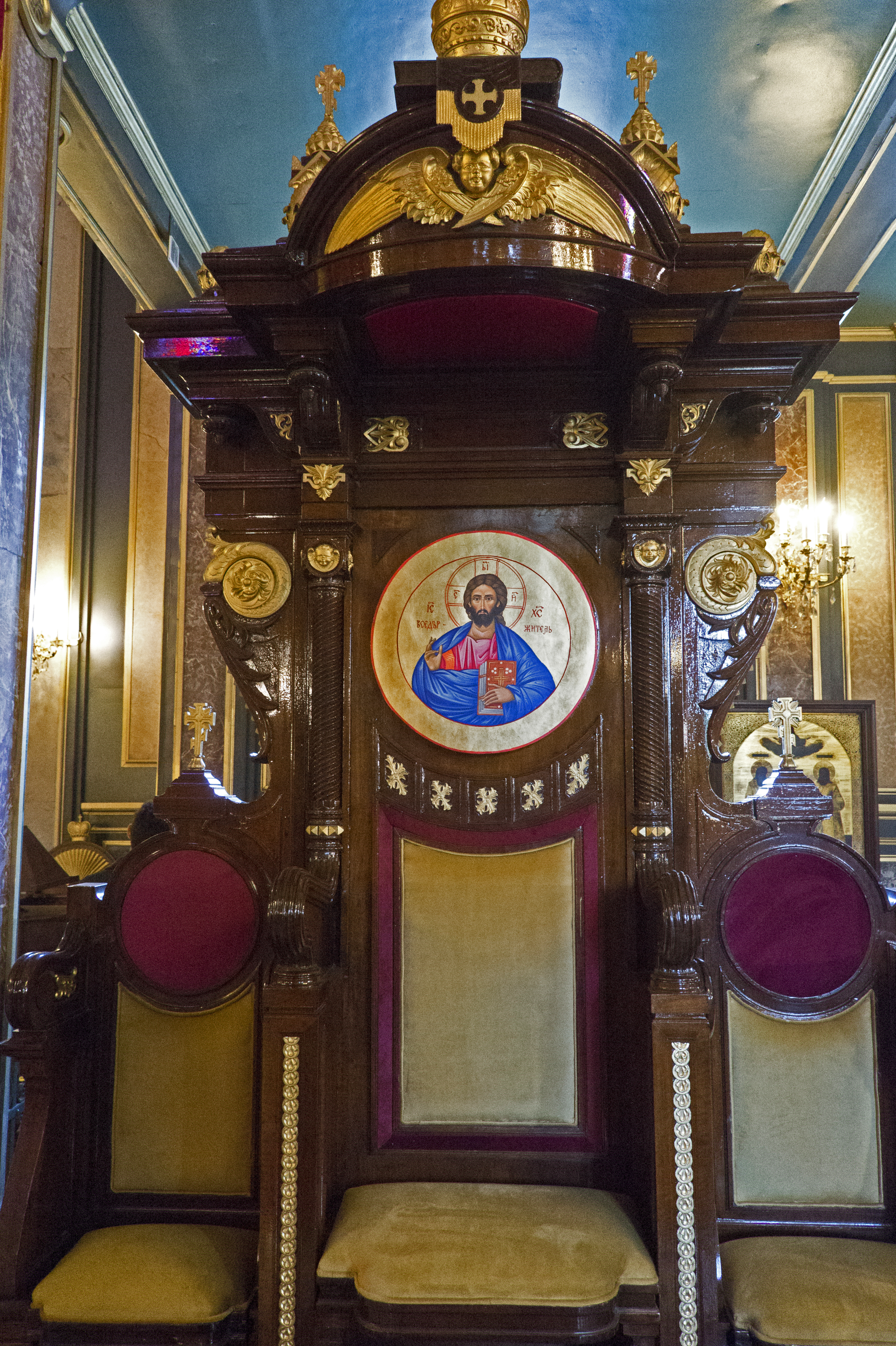
Trono per il vescovo
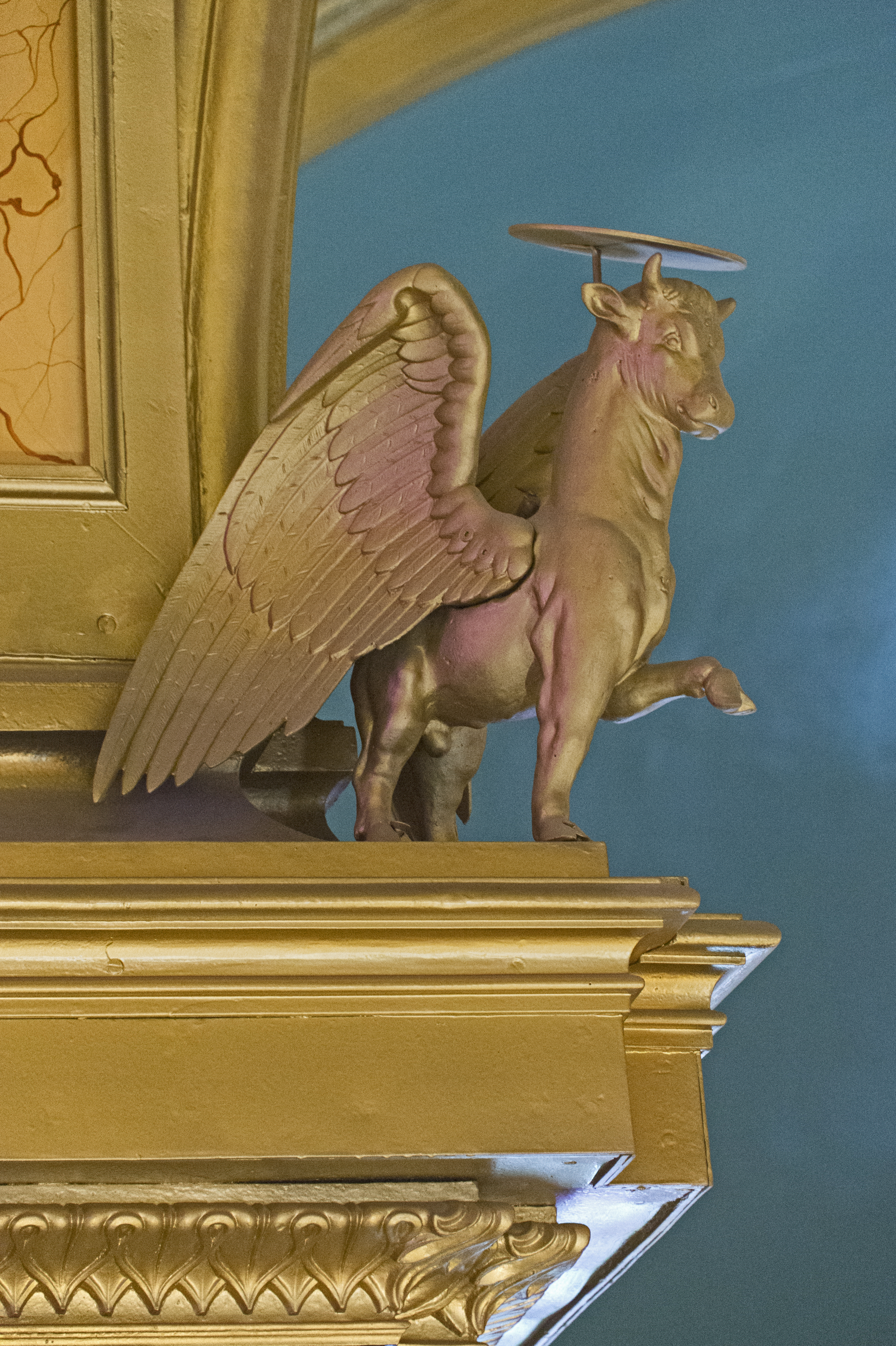
Raffigurazione di San Luca
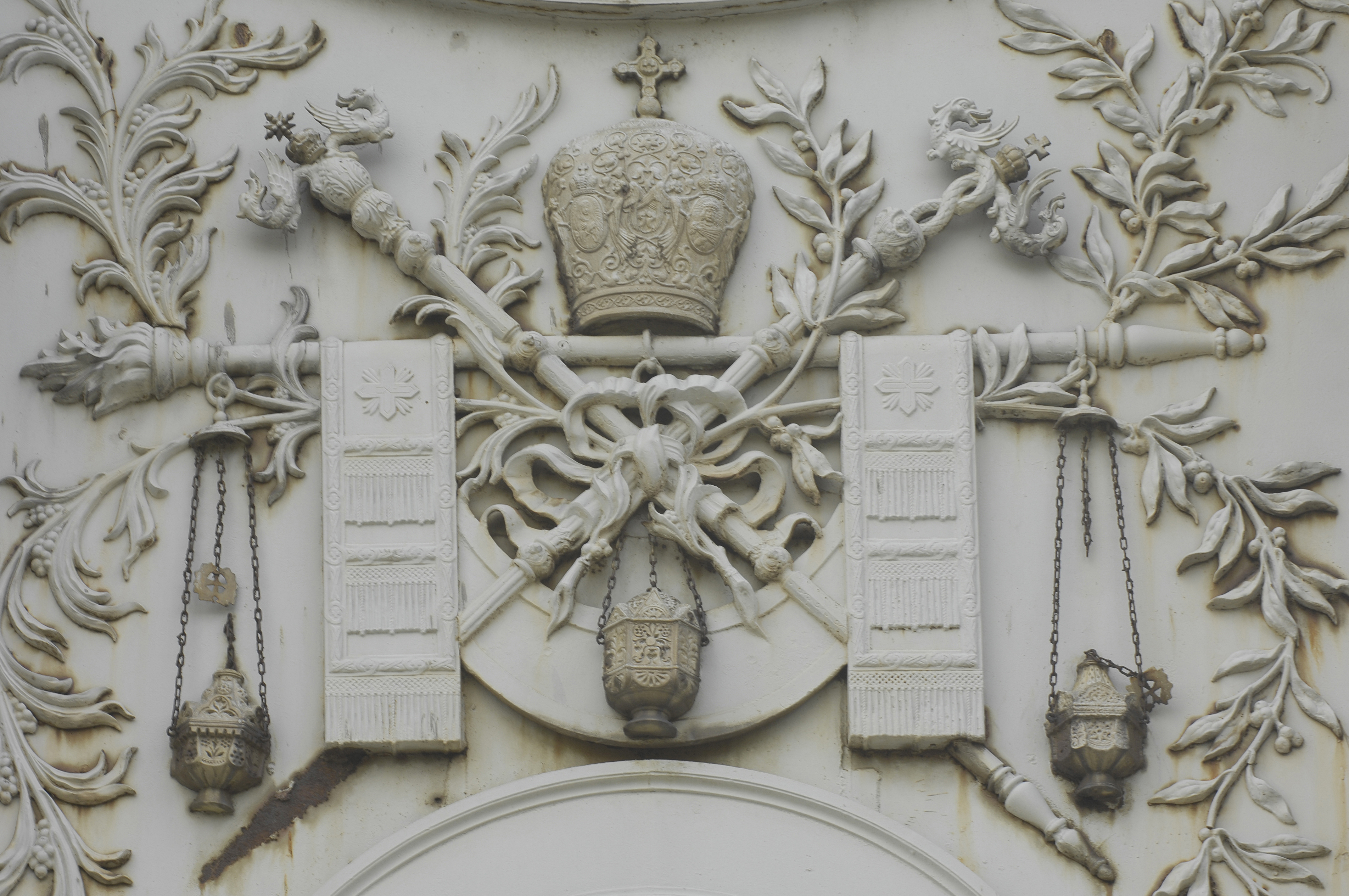
Emblema
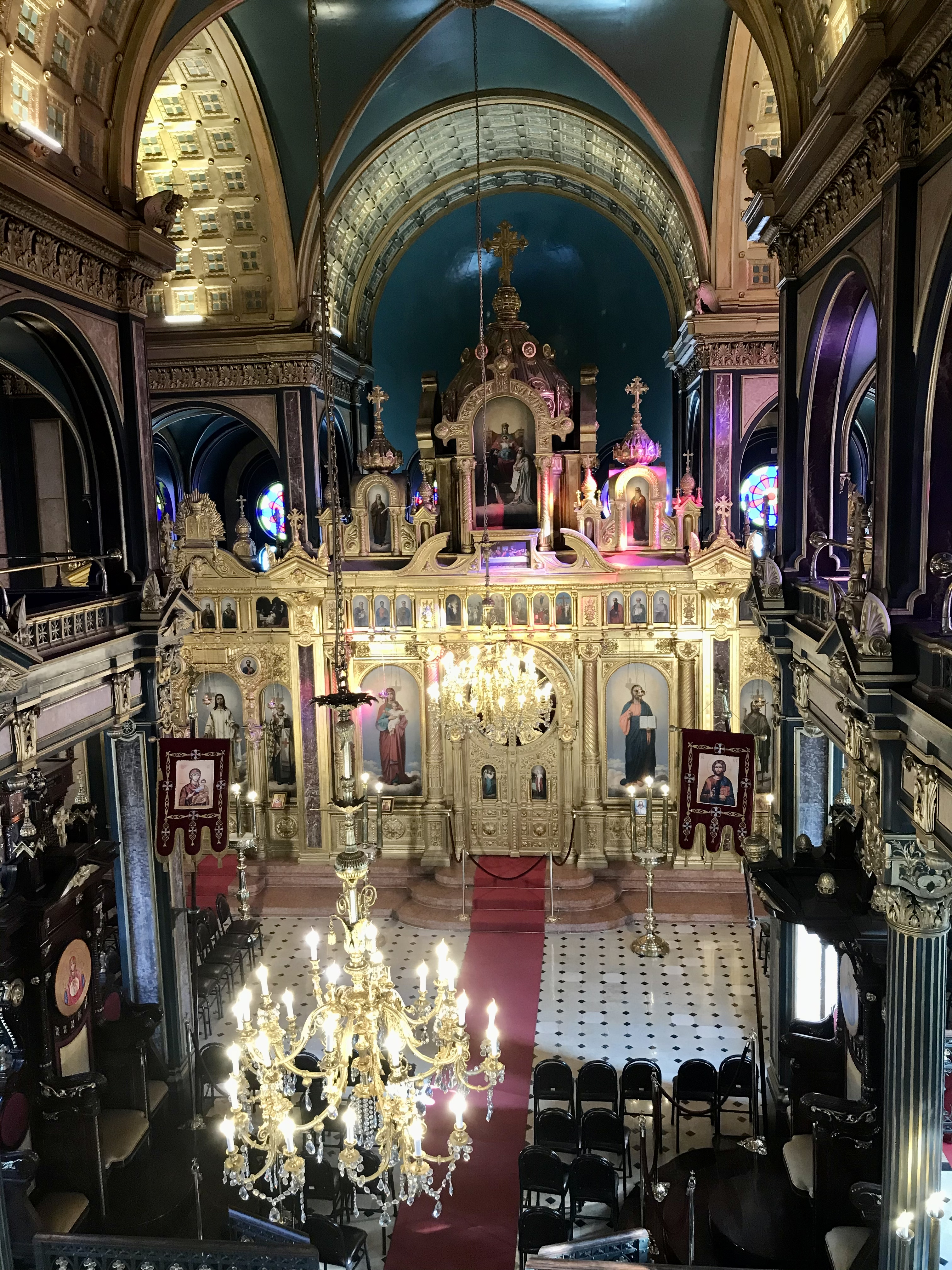
Interno